# Schwielowsee

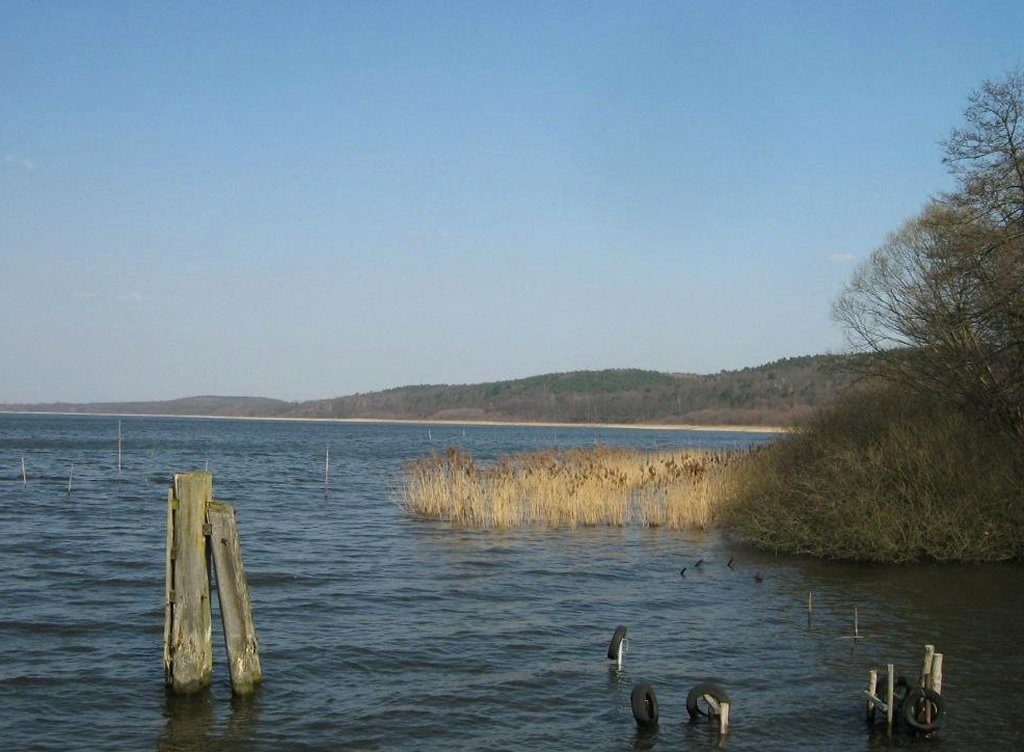
Blick über den See von Ferch gegen das östliche Ufer

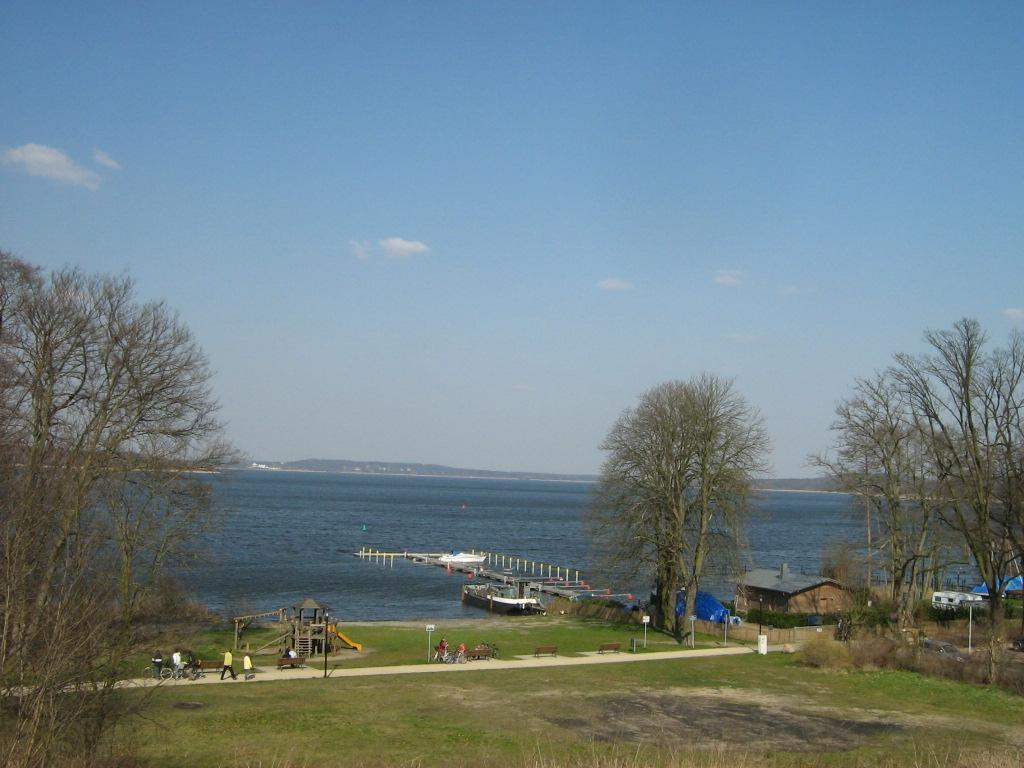
Blick über den See von Ferch; im Hintergrund der Franzensberg bei Geltow

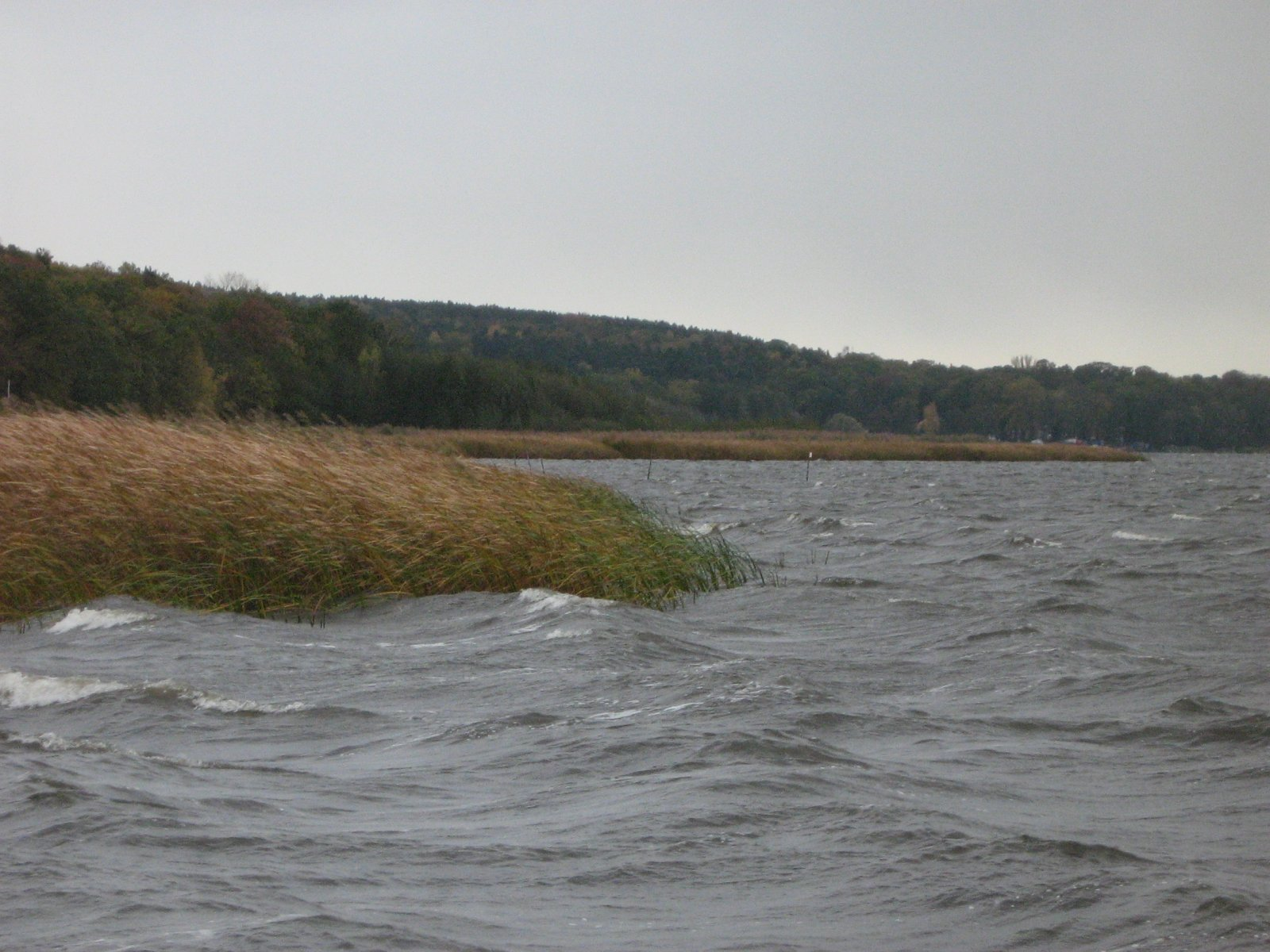
Herbststurm über dem Schwielowsee; links im Bild: ein Rohrkolbenbestand säumt den Schilfrohrgürtel

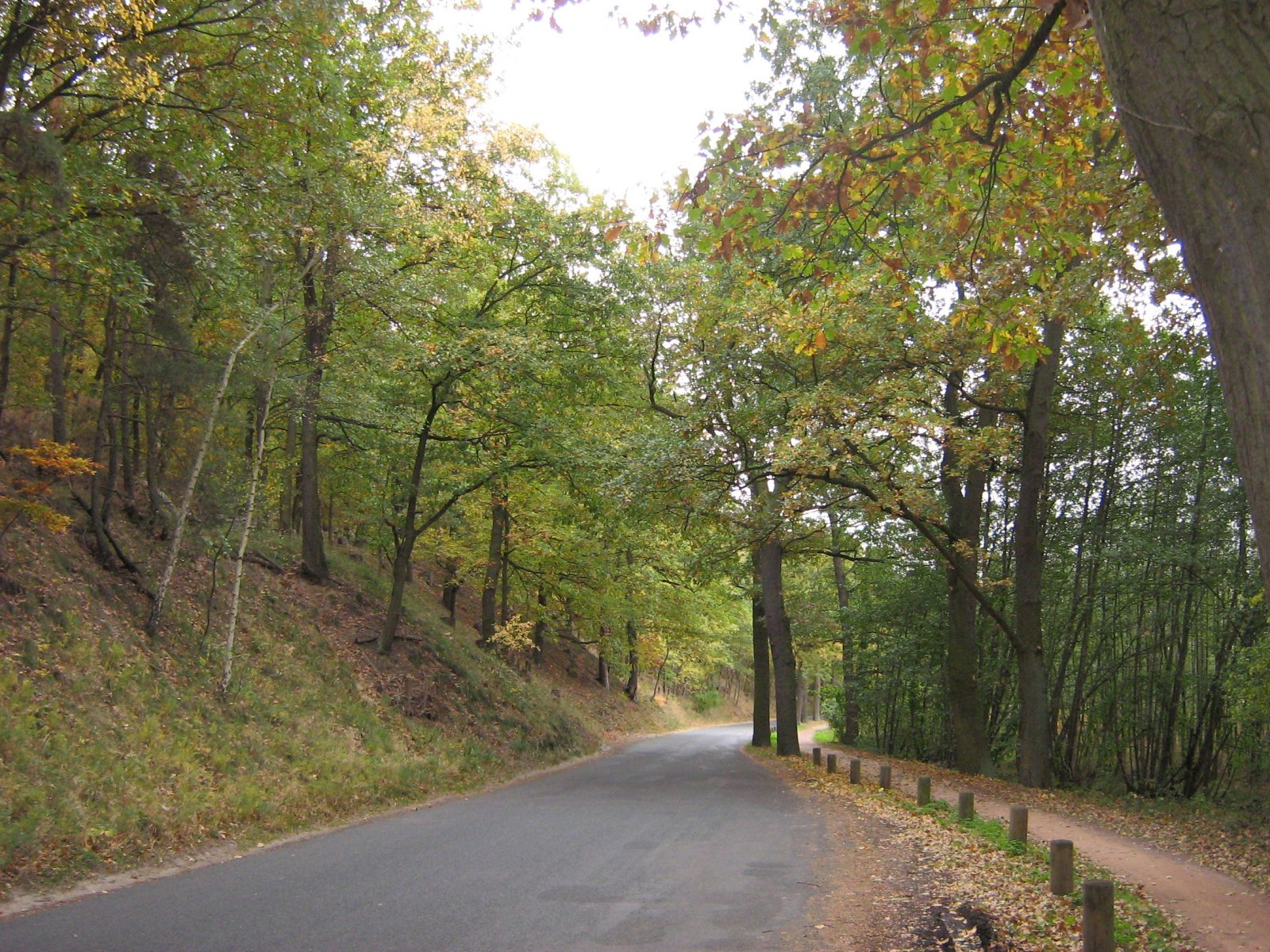
Eine Straße am südöstlichen Ufer des Sees mit anschließender Hangterrasse

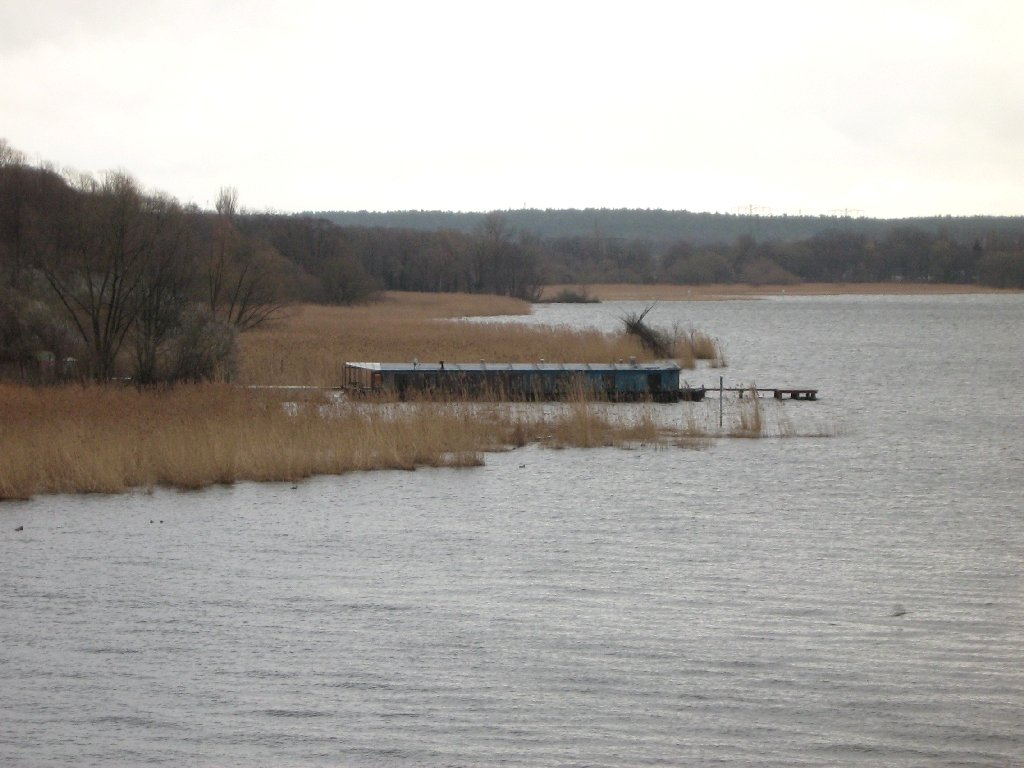
Blick von der Baumgartenbrücke über den Schwielowsee, im Hintergrund der Krähenberg in Caputh

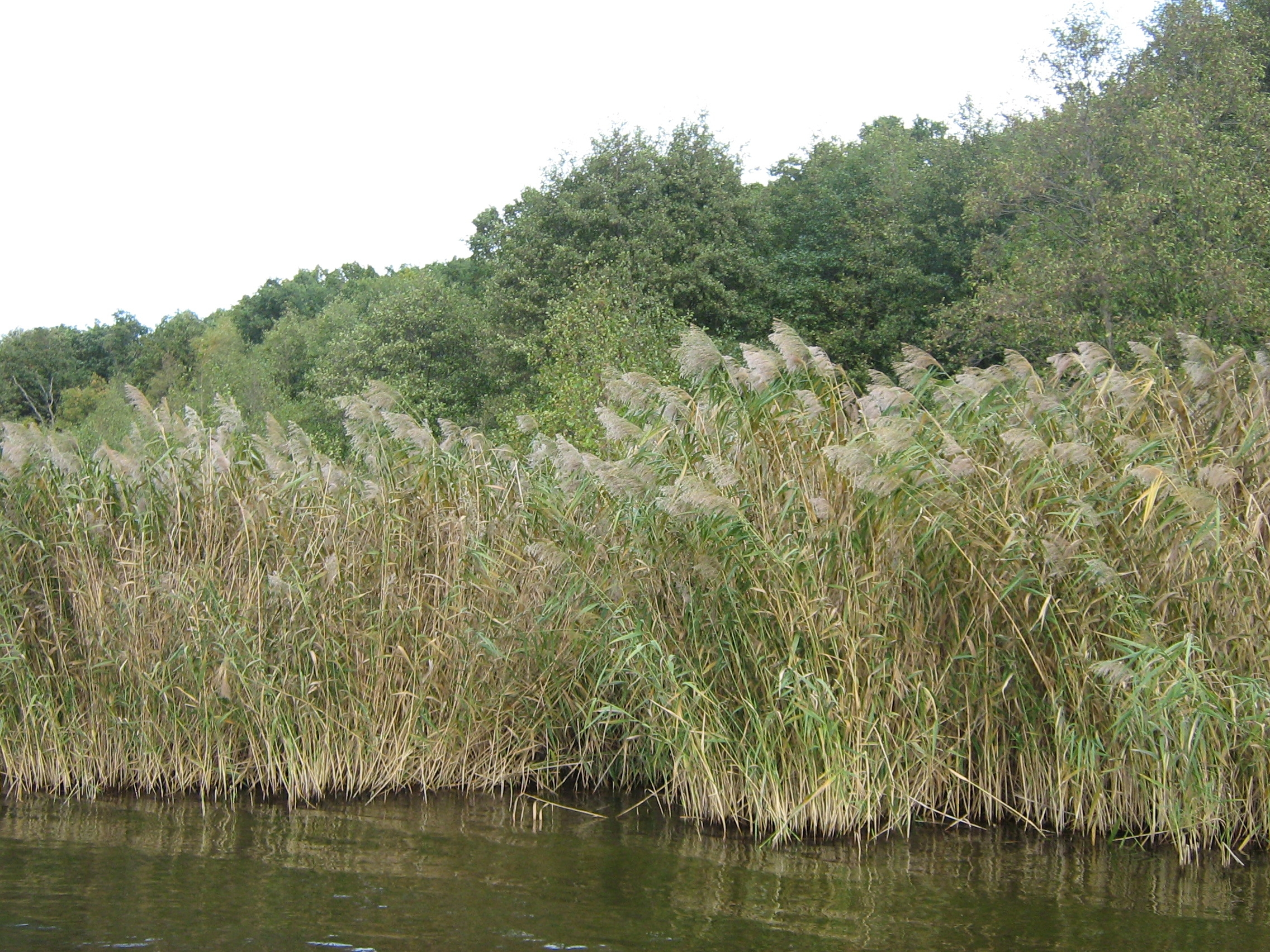
Dichte Schilfrohrdickichte bieten vielen Tierarten Schutz und Brutmöglichkeiten.

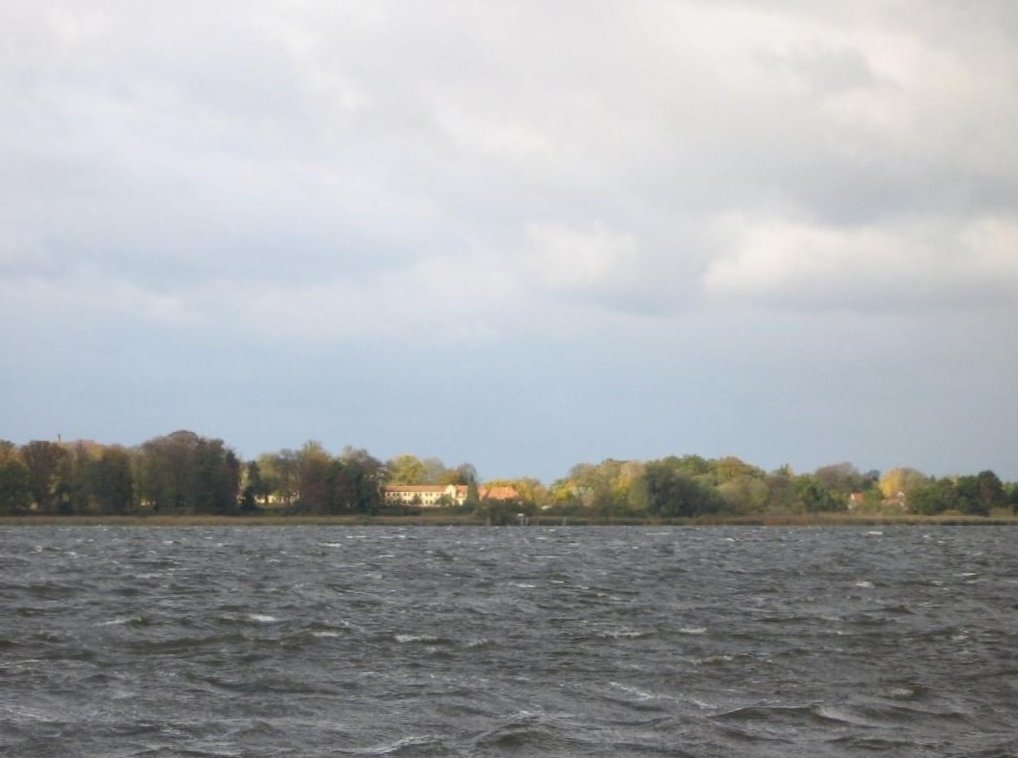
Schloss Petzow am nordwestlichen Ufer

Der Schwielowsee ist Teil einer Kette großer Seen im Flusslauf der mittleren Havel, die sich vom Nieder Neuendorfer See in Berlin bis zum Großen Zernsee hinter Werder (Havel) erstreckt. Er hat eine Fläche von etwa 786 Hektar. Seine Längsausdehnung beträgt rund 5,4 Kilometer und seine größte Breite circa 2,0 Kilometer.
Der Schwielowsee (SlS) gehört als Bundeswasserstraße zur Potsdamer Havel, einer Nebenstrecke der Unteren Havel-Wasserstraße, für die das Wasserstraßen- und Schifffahrtsamt Spree-Havel zuständig ist.

## Geographie
Der Schwielowsee liegt im Brandenburgischen Landkreis Potsdam-Mittelmark und gehört zur Gemeinde Schwielowsee sowie zur Stadt Werder (Havel). und erstreckt sich in Nordost-Südwest-Richtung. In seinem nördlichen Bereich wird der See von der Havel durchflossen. Die Havel erreicht hier den südlichsten Punkt ihres Flusslaufes. Sie mündet, vom Templiner See durch das Caputher Gemünde kommend, im Nordosten in den Schwielowsee und verlässt ihn in der nördlichsten Spitze durch einen Engpass. Diesen Engpass überspannt die Baumgartenbrücke, auf der die Bundesstraße 1 verläuft. Nach dieser schmalen Stelle verbreitert sich die Havel wieder seenartig, jedoch ohne hier einen eigenen Seenamen zu tragen.
Vom Schwielowsee besteht im Nordosten über den mit kleinen Booten befahrbaren Wentorfgraben eine Verbindung zum Petziensee, einer inzwischen durch einen Bahndamm abgetrennten Bucht des Templiner Sees mit dem Status einer sonstigen Binnenwasserstraße des Bundes. Im Westen ist der Schwielowsee über einen schmalen Graben mit dem Haussee im Petzower Schlosspark verbunden.
Am Ufer des Schwielowsees liegen die Dörfer (Ortsteile) Caputh, Ferch, Petzow und Geltow, wobei Geltow den See nur punktuell bei Baumgartenbrück berührt und Petzow durch den Schlosspark und weite Verlandungsflächen vom See getrennt wird.

## Geologie und Hydromorphologie

### Überblick
Der Schwielowsee ist ein flacher Gletscherzungensee. Er entstand vor ca. 19.600 bis 19.000 Jahren während des frühen Weichselhochglazials und liegt eingebettet zwischen den Resten verschiedener Stauch- und Satzendmoränen des Brandenburger Stadiums und der durch periglaziale Verwitterung weitestgehend freigelegten saalekaltzeitlichen Hochfläche der Glindower Platte. Bis auf Bereiche der Caputher Ortslage, des Nordwestufers sowie des mittleren und westlichen Teils der Fercher Ortslage hat der Schwielowsee mehr oder weniger steile Uferhänge, denen eine breite Verlandungsterrasse vorgelagert ist. Die flacheren Uferbereiche, wie der der „Glindower Platte“ vorgelagerte Bereich zwischen Ferch und Petzow, bestehen aus Kamessedimenten und Talsanden. Der westliche Teil von Ferch befindet sich in einer Schmelzwasserrinne aus Sedimenten jüngeren Alters. Der Mühlengrund in Ferch, am südlichsten Ende des Sees gelegen, ist als Schmelzwasserdurchbruch des eiszeitlichen Gletschers zu verstehen. Hier befand sich das Gletschertor und der daraus hervortretende Schmelzwasserstrom spülte diese Niederung aus. Im Vorland der Moräne, der Zauche, sedimentierte er das mitgeführte Gesteinsmaterial zu einer kegelförmigen Sanderfläche, dem Beelitzer Sander. Diese Gletschertorrinne war ebenso wie der Schwielowsee in der frühen Nacheiszeit erheblich tiefer als heute. Der Schwielowsee befand sich damals in einem bis zu 40 Meter tiefen Becken, das heute durch Reste abgestorbenen Planktons und eingespülte Sedimente überwiegend verschüttet ist.
Der Wasserspiegel des Schwielowsees liegt bei durchschnittlich 29,3 m ü. NN. Die höchste Erhebung der Endmoräne ist der Wietkiekenberg 124,7 m ü. NN in der Nähe des Ortsteiles Ferch.

### Wassertiefen und Schichtung
Die größte Tiefe des Schwielowsees beträgt neun Meter; sie liegt im äußersten Nordosten. Insgesamt herrschen im nördlichen Seebereich unregelmäßige Tiefenverhältnisse mit stellenweise sieben Meter vor. Das südliche Seebecken ist gleichmäßig nach Nordwesten geneigt und wird nicht tiefer als vier Meter. Dagegen ist die durchschnittliche Tiefe des Schwielowsees mit 2,8 Meter vergleichsweise gering, denn große Bereiche in der Mitte des Sees und im Einschwemmbereich der Haveleinmündung sind sehr flach. Stellenweise beträgt die Tiefe hier nur 0,5 bis 0,8 m. Der Schwielowsee ist daher ein Gewässer ohne entsprechende Schichtung der Wassermassen in verschiedene Temperatur- bzw. Konvektionsebenen. Eine vollständige Wasserzirkulation, angetrieben durch den Wind und begünstigt durch den Haveldurchfluss, besteht das ganze Jahr über. Nur bei geschlossener Eisdecke treten wegen der Dichteanomalie des Wassers Stagnationsphasen auf.

### Zirkulation
Entsprechend der Klassifikation von Seen nach der Anzahl der Vollzirkulationen im Jahr, ist der Schwielowsee, wie die meisten Flachseen der gemäßigten Zone, ein polymiktisches Gewässer. Wegen der ungeschichteten Verhältnisse dominieren aerobe Algenarten. Ihre Versorgung mit Nährsalzen (z. B. Phosphaten) und Kohlendioxid ist wegen der fehlenden Sperrschicht ganzjährig gewährleistet. Erst bei zunehmender Abdunkelung der unteren Bereiche durch übermäßiges Algenwachstum wird das hier lebenden Phytoplankton nicht mehr genügend mit Licht versorgt und die Photosynthese kann nur noch unzureichend oder gar nicht ausgeführt werden. Bei massenweisem Absterben des abgedunkelten Phytoplanktons (Detritus) kommt es bei den überwiegend aeroben Verhältnisse jedoch nicht zur übermäßigen Bildung von Faulschlamm, Methangas und Schwefelwasserstoff am Grund des Sees.
Bei langanhaltender Sonneneinstrahlung und hohen Temperaturen ist der flache Schwielowsee schnell erwärmbar und neigt wegen seiner polymiktischen Zirkulation in jedem Sommer zu Algenmassenvermehrungen, der sogenannten „Wasserblüte“.

### Chemische und trophische Charakteristik
Wegen des jahrzehntelangen Eintrags ungeklärter Abwässer sowie des Stoffeintrags der intensiven Landwirtschaft und der heutigen Rücklöseprozesse aus den kontaminierten Sedimenten der Havel besteht noch immer ein Überangebot an Pflanzennährstoffen wie Stickstoff und vor allem Phosphor, was die Wasserblüte noch verstärkt und die Qualität des Wassers stark beeinträchtigt. Nach einer im Auftrag des Umweltbundesamtes erarbeiteten Dokumentation der Technischen Universität Cottbus, Lehrstuhl für Gewässerschutz, betrug die Sichttiefe im Zeitraum April bis Oktober 2001 nur 0,8 Meter. Der durchschnittliche pH-Wert von 8,5 wies den Schwielowsee als schwach alkalisch aus. Die Messungen trophierelevanter Parameter in diesem Zeitraum erbrachten Ergebnisse, die den See als hypertroph (h1), entsprechend einer neuen 10-stufigen Skala die 8. Stufe, bzw. ebenfalls als hypertroph (Trophiestufe IV) des herkömmlichen Trophiesystems kennzeichnen. Der Gesamtphosphorgehalt lag, entsprechend der oben genannten Dokumentation, 1995 noch bei 180 Mikrogramm/Liter (= p2 – hoch polytroph). 2001 wurde mit 366 Mikrogramm/Liter (= h1 – hypertroph) bereits der doppelte Wert gemessen. Damit war der Schwielowsee zu dieser Zeit (2001) der am stärksten mit Phosphor belastete Großsee Brandenburgs. Das Gesamtbiovolumen des Sees ist in den Monaten Juli und August mit 9,34 cm³ Phytomasse je m³ Wasser angesichts der hohen Phosphorwerte relativ gering. Die Gesamtstickstoffkonzentration war in dem Messzeitraum 1995 bis 2001 jedoch rückläufig, so dass davon ausgegangen wird, dass Stickstoff den limitierenden Faktor für das Phytoplanktonwachstum darstellen könnte. 
Das Phytoplankton besteht zu 79 Prozent aus Kieselalgen, speziell den phosphorliebenden Arten Aulacoseira ganulata und A. ambigua, und zu 10 Prozent aus Blaualgen.
Die Gewässergüteklasse der Potsdamer Havel liegt bei III und ist damit stark verschmutzt. Da die Havel im Nordosten des Schwielowsees einmündet und ihn in der nördlichsten Spitze wieder verlässt, wirkt der See wie ein Absetzbecken für die Schwebteilchen des fließenden Havelwassers.

### Der Seegrund
Der Seegrund im Bereich der ausgedehnten Untiefen und in Ufernähe besteht aus feinkörnigem hellgrauen Sand, teilweise mit Schlickanteilen, meistens jedoch fest gelagert. Außerhalb des Röhrichtgürtels ist der Seegrund kaum mit Pflanzen bewachsen. In Tiefenbereichen um einen halben Meter breiten sich jedoch zunehmend Arten der Gattung der Laichkräuter (Potamogeton) aus. Die tieferen Bereiche des Seegrundes werden durch planktogene Sedimente aus Diatomeenflora, vermischt mit mikrokristallinem Kalk, gebildet.

### Die Uferzonen
Die Uferbereiche des Schwielowsees sind Verlandungszonen mit breiten und zum Teil üppigen Schilfrohrgürteln, seeseitig oft gesäumt durch Rohrkolbenbestände. In den landseitigen Bereichen der Schilfrohrbestände breitet sich sukzessive Schwarzerlenwald aus. Die Vitalität der Schilfrohrbestände hat in den letzten Jahren nachgelassen. Eine Untiefe mit Röhrichtbewuchs, die sich einige hundert Meter vor dem Zeltplatz Flottstelle befindet, ist im Jahre 2007 fast völlig verschwunden. Anfang der 1990er Jahre betrug der Durchmesser dieser Schilfrohrinsel noch über 40 Meter. An anderen Stellen wiederum breitet sich das Schilfrohr seeseitig weiter aus.
Bei einem anthropogen ungestörten Entwicklungsverlauf seit seiner Entstehung bis zur Gegenwart wäre der Schwielowsee heute wahrscheinlich ein schwach- bis mäßig eutropher, polimiktischer Flachsee.

## Schwielowsee und Mensch
Bedingt durch die Steilufer und das nachfolgend hügelige Relief sind auf den Verlandungsterrassen im östlichen und nördlichen Uferbereich die Verkehrswege angelegt. Obwohl der Schwielowsee an vielen Stellen von Wald gesäumt wird, ist die Naturnähe der Uferbereiche durch den Kraftfahrzeugverkehr gestört. Nur am flacheren Westufer und im Bereich zwischen Caputh und Flottstelle verlaufen die Straßen weiter im Landesinneren.
Weite Teile des Seeufers sind innerhalb der Ortsbereiche bebaute Grundstücke und öffentlich nicht zugänglich.
Wegen der breiten Verlandungszonen gibt es kaum „inoffizielle“ Badestellen am Schwielowsee.
Da die Havel nur das Nordende des Schwielowsees durchfließt, beschränkt sich der starke Motorbootverkehr überwiegend auf diesen Bereich. Abseits dieses Havelverkehrs ist der Schwielowsee auch an Sommerwochenenden wenig befahren und überwiegend ein Revier für Segelboote. Von einem Areal für Wasserski am Westufer des Sees kann, wegen der dort benutzten starken Bootsmotore, bei bestimmten Windlagen für Erholungssuchende eine Lärmbelästigung ausgehen.
Der Schwielowsee ist ein beliebtes Angelgewässer.

## Wassersport und Freizeit
Im Jahr 2003 wurde der erste Segelsportverein des Schwielowsees, der Fercher Seglerverein 03 e. V., gegründet. Seitdem werden von diesem Verein alljährlich Regatten, hauptsächlich für die Bootsklassen Ixylon und Contender, auf dem See ausgetragen. Höhepunkt war die Einsteinregatta der 15er- und 20er Jollenkreuzer am 18. und 19. Juni 2005, an der 93 Boote teilnahmen.
Am 11. und 12. Januar 2003 fanden auf dem Schwielowsee die Deutschen Meisterschaften im Eissegeln statt.
Im Ortsteil Caputh befindet sich das Seebad Caputh (Adresse Weg zum Strandbad 1). Es verfügt über ein angeschlossenes Restaurant und einen Bootsverleih (SUP-Board, Katamaran, Kajaks) |

## Geschichte

### Geschichte der Uferregion

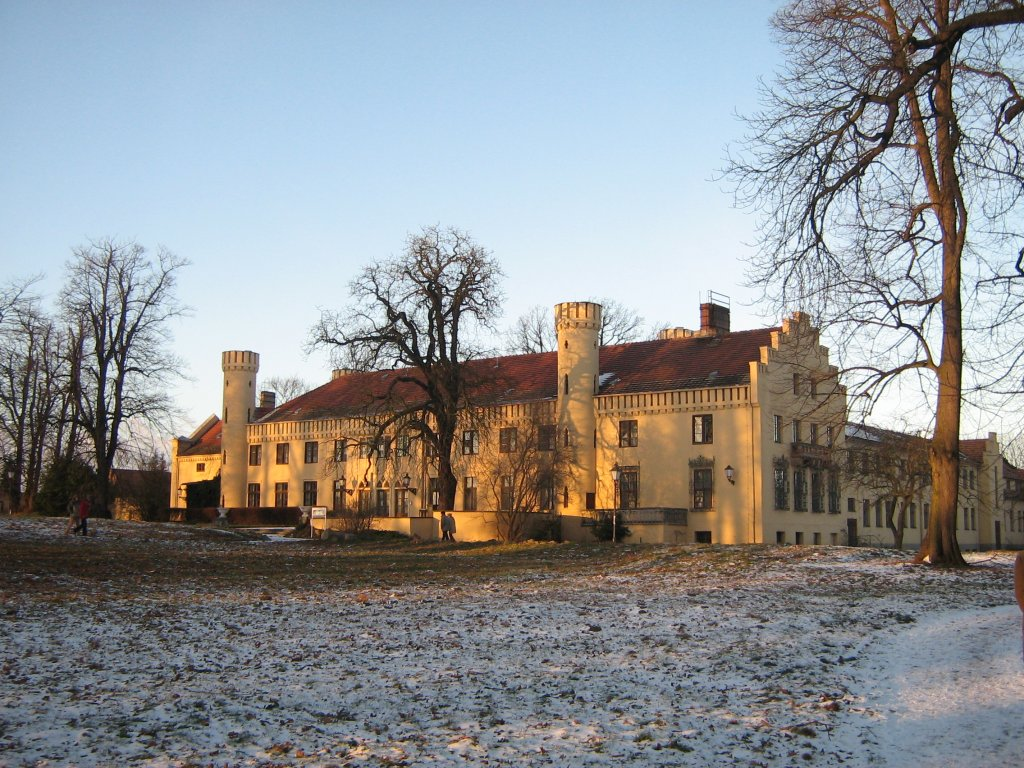
Schloss Petzow

Die nähere Umgebung des Schwielowsees war seit alters her Siedlungsraum germanischer und später slawischer Bevölkerung. Nachweise von vorzeitlichen Siedlungen am Ufer des Sees gibt es jedoch nicht. In der näheren Umgebung des Sees, im Lienewitzer Forst, belegt ein Schatzfund aus der jüngeren Bronzezeit (Periode Ha B1, ca. 1050–950 v. Chr.), bestehend aus einem becherartigen Goldgefäß, zwei Doppelspiralarmringen und zwei Goldspiraldrähten, Handelsbeziehungen zum südostmitteleuropäischen Herkunftsgebiet der Fundstücke.
Das Dorf Geltow, etwas abseits des Nordufers des Schwielowsees gelegen, wurde bereits im Jahre 993 urkundlich erwähnt. Der See selbst erscheint im Jahr 1190 (Kopie) als „lacu Surlou“ erstmals in den schriftlichen Aufzeichnungen.
Am Westufer liegt das Dorf Petzow. Es wurde erstmals im Jahr 1419 erwähnt. Der Schlosspark Petzow, eine von Peter Joseph Lenné gestaltete Gartenanlage liegt direkt am Schwielowsee. Das Schloss Petzow, ein Bau im Stilmix aus Tudor- und anderer Neogotik, gehörte der Adelsfamilie von Kähne, die auch die umliegenden Ländereien besaß und hier mehrere Ziegeleien betrieb.
Am Südwestufer des Sees liegt das alte Fischerdorf Ferch, das heute zur Gemeinde Schwielowsee gehört. Ferch, ersterwähnt im Jahre 1317, war früher unterteilt in das slawische Unter- und das deutsche Oberdorf, was darauf hinweist, dass es schon in frühmittelalterlicher Zeit ein Siedlungsplatz gewesen sein könnte. Heute ist Ferch wegen seiner verkehrsgünstigen Anbindung zur Bundesautobahn 10 ein beliebtes Wohndorf für in Berlin arbeitende Menschen und hat seit den 1990er Jahren entsprechenden Bevölkerungszuwachs bekommen. Die Umgebung von Ferch, fast ausnahmslos Wald, ist durch Datschensiedlungen weiträumig zersiedelt.

### Geplante Seeschlammförderung vom Seegrund
Nordöstlich des Petzower Ortsteils Löcknitz, am Nordwestufer des Sees, wurden von 1987 bis 1989 Baggerarbeiten zur Herstellung eines Stichkanals und eines Binnenhafens durchgeführt. Es war geplant, auf dem angrenzenden Gelände Seeschlamm, der vom Grund des Schwielowsees gefördert werden sollte, zwischenzulagern. In den folgenden 50 Jahren sollten hier 33 Millionen m³ des kalkreichen Seeschlammes gelagert und verschifft werden. Der Seeschlamm sollte als Düngemittel Verwendung finden. Ab der Zeit um 1990 wurden alle Arbeiten aus ökologischen und kulturhistorischen Gründen eingestellt. Das beanspruchte Gelände wurde eingeebnet.

## Fauna und Flora

### Fische
Durch die reichlich vorhandenen Laichzonen ist der Schwielowsee sehr fischreich. Nachgewiesen wurden hier unter anderem die Fischarten Rotaugen, Güster, Brassen, Hecht, Zander, Aal, Barsch und Wels.

### Lurche und Reptilien
Der Teichfrosch, als hauptsächlicher Vertreter der Lurche, ist im Röhrichtgürtel des Schwielowsees weit verbreitet. Am Ufersaum des Sees, direkt im Übergang zur Feuchtzone des Verlandungsgürtels, leben Waldeidechsen. An sonnigen Stellen sind diese Reptilien hier sehr standorttreu. Ringelnattern sind wasserliebende Schlangen. Sie machen im Röhrichtgürtel Jagd auf Frösche.

### Vögel
Das Blässhuhn (auch Lietze oder Blässralle genannt) ist der häufigste Wasservogel des Schwielowsees. Weit verbreitet sind Stockenten und Höckerschwäne. Reiherenten, Tafelenten, Mandarinenten und Graugänse kommen als seltenere Brutvögel vor. Sehr häufig sind Kormorane und Graureiher. Haubentaucher sind selten, brüten jedoch auch am Schwielowsee. Die üppigen Schilfrohrgürtel sind Lebensraum vieler Rohrsänger und ähnlicher Singvogelarten. Kuckucke leben dementsprechend auch in Ufernähe des Sees. Seltene Brutvögel des Schwielowsees sind die Teichrallen, die zeitweise ebenso wie Eisvögel in ruhigen Schilfbuchten beobachtet werden können. Regelmäßig kreisen Roter Milan, Mäusebussard und etwas seltener Seeadler über dem See und im Jahre 2006 wurden Fischadler beobachtet. Lach-, Silber- und Sturmmöwen gehören zu den verbreitetsten Möwenarten des Schwielowsees.
Der Schwielowsee ist ein Durchzugs- und Rastgebiet für Wasservögel wie Gänsesäger, Zwergsäger, Zwergtaucher und Schellenten. Auch Mittelmeermöwe und Mantelmöwe wurden schon gesichtet. Im Spätsommer eines jeden Jahres versammeln sich tausende von Staren in den Schilfrohrgürteln.

### Säugetiere
Die häufigsten Säugetiere des Schwielowsees sind die Bisamratten. Sie leben im verlandenden Röhrichtgürtel und ernähren sich hier überwiegend von Wasserpflanzen. Die verlandeten Schilfröhrichte bieten ideale Tagesverstecke für Wildschweine. Auf eingetretenen Wildpfaden durchstreifen die Schweine die Uferzone.

### Wasser- und Sumpfpflanzen
- Röhricht
- Seerosen
- Rohrkolben
- Schwarzerlen und Salweiden

## Rezeption in Kunst und Literatur

### Kunstmaler
Die Maler Karl Hagemeister und Carl Schuch begründeten im 19. Jahrhundert in Ferch die Havelländische Malerkolonie Ferch. Eugen Bracht und Hans-Otto Gehrcke malten an den Ufern des Schwielowsees.

### Theodor Fontanes Mitteilungen über den Schwielowsee
Im Sommer 1869 besuchte der Dichter Theodor Fontane Caputh. Zusammen mit drei Söhnen des damaligen Caputher Fährmannes unternahm er eine beschauliche Segelpartie auf dem Schwielowsee. Fontane beschreibt in seinem Werk Wanderungen durch die Mark Brandenburg den See als behaglich und sonnig und er habe die Gutmütigkeit aller breit angelegten Naturen. An anderer Stelle heißt es:

„Der Schwielow ist gutmütig, so sagten wir; aber wie alle gutmütigen Naturen kann er heftig werden, plötzlich, beinahe unmotiviert, und dann ist er unberechenbar. Eben noch lachend, beginnt ein Kräuseln und Drehen, nun ein Wirbel, ein Aufstäuben, ein Gewölk – es ist, als führe eine Hand aus dem Trichter, und was über ihm ist, muß hinab in die Tiefe … Es gibt ganze Linien, wo die gescheiterten Schiffe liegen.“

Und weiter:

„Wir waren jetzt in der Mitte des Sees, die Sonne stand hinter einem Gewölk, so daß alles Glitzern und Blenden aufhörte, und nach links hin lag jetzt in Meilentiefe der See. Ein Waldkranz, hier und da von einzelnen Pappeln und Ziegelessen überragt, faßte die weiten Ufer ein; vor uns, unter Parkbäumen, Petzow und Baumgartenbrück, nach links hin, an der Südspitze des Sees, das einsame Ferch ... Jetzt lag die Breite des Sees hinter uns; noch durch einen Schilfgürtel hindurch, und wir glitten das schlammige Ufer hinauf; nur der Stern des Kahns lag noch im Wasser. Hügelan steigend, suchten wir eine schattige Stelle unter dem Dach zweier halb zusammengewachsener Akazienbäume und sahen nun hinaus auf die blanke Fläche, auf das Spiel wechselnder Farben und auf das stille Leben, das darüber hinglitt. Blaue Streifen zogen sich durchs Grau, dann umgekehrt, und quer durch diese Linien, über die das Licht hinglitzerte, kamen und gingen die Schiffe. Die Segel standen blendend weiß in der Sonne.“

Von Baumgartenbrück und der Lage seines Gasthauses schwärmte Fontane, es sei eine „Brühlsche Terrasse am Schwielowsee“.
Zur Entstehung des Schwielowsees vertritt Theodor Fontane in seinen Wanderungen durch die Mark Brandenburg folgende Ansicht:

„Vielleicht zählt dies weite Wasserbecken noch keine tausend Jahre, keinenfalls geht es weit in die Vorgeschichte zurück. Mannigfachen Anzeichen nach ging in den ersten Jahrhunderten unserer Zeitrechnung die südliche Ausbuchtung der Havel nur etwa eine Meile über Potsdam hinaus, und ein Erdwall, über dessen Ausdehnung und Beschaffenheit es nutzlos wäre zu konjekturieren, schob sich etwa in Höhe des Dorfes Caputh trennend zwischen die höher gelegene Havel im Norden und ein tiefer gelegenes Moorland im Süden. Da, in einer Sturmnacht, stauete ein Südwest die ihm entgegenfließenden Havelwasser bis an die Potsdamer Enge zurück, und plötzlich umschlagend in einen eisigen Nordnordost, stieß er die aufgetürmte Wassermasse mit solcher Gewalt gegen den Erdwall, daß dieser zerbrach und die bis dahin abgedämmten Havelwasser wie aus einem Schleusenwerk sich in das tiefer gelegene Moorbecken ergossen. In jener Nacht wurde der Schwielow geboren.“

Wo genau die Havel nach dieser Theorie vorher geflossen sein soll, lässt Fontane offen.